# Alina Sánchez
Alina Sánchez (San Martín de los Andes, 1986 - Hasakah, 17 maart 2018), ook bekend als Lêgerîn Çiya, was een Argentijnse arts, internationalist, feministe en revolutionair, opgeleid aan de Latijns-Amerikaanse Medische Faculteit (ELAM) in Cuba.
Sánchez vocht sinds 2011 samen met de  Vrouwelijke Volksbeschermingseenheden en zorgde met grote opoffering, moraal en enthousiasme voor de medische behoeften van haar kameraden. Zij vocht ook voor de oprichting van een alternatief gezondheidssysteem in Rojava, in de gebieden in het noorden van Syrië die onder de controle staan van de Volksbeschermingseenheden.
Zij stierf bij een auto-ongeluk op 17 maart 2018, terwijl zij op weg was naar de stad Hasaka .
Ze wordt door degenen die haar kenden herinnerd als een onvermoeibare strijdster voor de opbouw van een betere wereld.
Ter ere van haar is nu het Tall Tamir ziekenhuis in Rojava naar haar vernoemd .

## Biografie
Sánchez werd geboren en woonde haar jeugd in San Martín de los Andes, Neuquén, en groeide op in Córdoba, Argentinië.
Ze was van jongs af aan een sterke voorvechter van politieke onafhankelijkheid en studentenorganisatie en studeerde korte tijd antropologie aan de Universiteit van Córdoba. In 2005 ontving ze een studiebeurs van de Republiek Cuba en begon haar studie aan de Latin American School of Medicine, waar ze de titel Doctor of Medicine ontving.
In 2011 begon zij deel te nemen aan de strijd voor de bevrijding van het Koerdische volk van Syrië.
Over haar ervaring met de implementatie van volksgezondheidsbeleid in Rojava, vertelde Sánchez:
In het eerste jaar van autonomie vertrokken de meeste artsen naar Europa. Het gebeurde zoals in Cuba. De ziekenhuizen werden vernietigd. In die situatie begonnen we met de volksvergaderingen samen te werken. Voor ons is het essentieel om kleine kamertjes in de wijken te kunnen bouwen, dat vrouwen die op het veld staan, die met planten werken, deze kennis kunnen inbrengen in het onderwijssysteem. We zien het militaire gebied niet gescheiden van de civiele sector. Het is dezelfde bevolking, via de Volksvergaderingen, die voor hun gewonden moet zorgen. Nu begrepen de mensen dat ze “hun” gewonden zijn, dat de zelfverdedigingstroepen deel uitmaken van de mensen. Zelfverdediging wordt in elke buurt georganiseerd en dit proces transformeert de hele bevolking. Zelfs de doktoren die de grootste vertegenwoordigers zijn van positivisme en de macht van de natiestaat.
Op de dag van haar overlijden bij een auto-ongeluk reisde zij naar de stad Hasaka, waar zij bijeenkomsten zou houden met niet-gouvernementele organisaties op het gebied van gezondheid.